# جدیده (لبنان)
جدیده (به عربی: جدیدة ) یک شهر در لبنان است که در استان جبل لبنان واقع شده‌است.

## خصوصیات
جدیده ۶ کیلومترمربع مساحت دارد.